# Fed Cup 2013 Wereldgroep II play-offs
De Fed Cup 2013 Wereldgroep II play-offs vormden een naspel van de Fed Cup 2013, waarin promotie en degradatie tussen enerzijds de Wereldgroep II en anderzijds de regionale zones werden bevochten.
De wedstrijden werden gespeeld op 20 en 21 april 2013.

## Reglement
De vier verliezende teams van de Wereldgroep II en vier, door het ITF Fed Cup comité aangewezen, winnaars uit de drie regionale zonegroepen 1 nemen aan dit naspel deel. Het ITF Fed Cup comité bepaalt welke vier landen geplaatst worden, aan de hand van de ITF Fed Cup Nations Ranking. Hun tegenstanders worden door loting bepaald. Welk land thuis speelt, hangt af van hun vorige ontmoeting (om de andere), dan wel wordt door loting bepaald als zij niet eerder tegen elkaar speelden. Een landenwedstrijd bestaat uit (maximaal) vijf "rubbers": vier enkelspelpartijen en een dubbelspelpartij. Het land dat drie "rubbers" wint, is de winnaar van de landenwedstrijd. De vier winnende landen plaatsen zich voor de Fed Cup Wereldgroep II in het jaar erop. De vier verliezende landen zullen in het volgend jaar deelnemen in groep 1 van hun regionale zone.

## Deelnemers
In 2013 namen de volgende acht landen deel aan de Wereldgroep II play-offs:
- Canada (won van Brazilië in de Amerikaanse zone)
- Kazachstan (won van Oezbekistan in de Aziatisch/Oceanische zone)
- Groot-Brittannië (won van Bulgarije in de Europees/Afrikaanse zone)
- Polen (won van Kroatië in de Europees/Afrikaanse zone)
- België (verloor van Zwitserland in de Wereldgroep II)
- Frankrijk (verloor van Duitsland in de Wereldgroep II)
- Oekraïne (verloor van Spanje in de Wereldgroep II)
- Argentinië (verloor van Zweden in de Wereldgroep II)

## Plaatsing, loting en uitslagen
| locatie      | ondergrond    | thuisspelend land | uitslag | uitspelend land      |
| ------------ | ------------- | ----------------- | ------- | -------------------- |
| Koksijde     | hardcourt (i) | België (1)        | 1-4     | Polen                |
| Kiev         | gravel (i)    | Oekraïne (2)      | 2-3     | Canada               |
| Besançon     | hardcourt (i) | Frankrijk (3)     | 4-1     | Kazachstan           |
| Buenos Aires | gravel        | Argentinië        | 3-1     | Groot-Brittannië (4) |

### Vervolg
- Frankrijk en Argentinië handhaafden hun niveau, en bleven in de Wereldgroep II.
- Polen en Canada promoveerden van hun regionale zone in 2013 naar de Wereldgroep II in 2014.
- Kazachstan en Groot-Brittannië wisten niet te ontstijgen aan hun regionale zone.
- België en Oekraïne degradeerden van de Wereldgroep II in 2013 naar hun regionale zone in 2014.